# Rodrigo Santos (Manager)
Rodrigo Santos (* 28. Mai 1973 in Brasilien) ist ein brasilianischer Manager, der in der agrochemischen Industrie tätig ist. Er ist Vorstandsmitglied des DAX-Konzerns Bayer AG mit Sitz in Leverkusen und leitet die Division Crop Science. Der Geschäftsbereich entwickelt Pflanzenschutzmittel und Saatgut für die Landwirtschaft und erzielte 2021 einen Umsatz von 23,3 Milliarden Euro.

## Laufbahn
Rodrigo Santos wurde am 28. Mai 1973 in Brasilien geboren. Er erwarb einen Bachelor of Science in Agrartechnik an der Escola Superior de Agricultura Luiz de Queiroz - ESALQ/USP und einen Master of Business Administration an der FGV (Fundação Getulio Vargas) / Ohio University. Santos trat 1999 in den amerikanischen Saatgutkonzern Monsanto ein. Nach der Übernahme durch die Bayer AG im Jahr 2018 leitete Santos die Agrargeschäfte in Lateinamerika. Seit dem 1. Januar 2022 ist Rodrigo Santos Vorstandsmitglied von Bayer und leitet die Sparte Crop Science. Rodrigo Santos nimmt seine Aufgaben von St. Louis in den USA aus wahr, da Bayer 70 Prozent seines Agrarumsatzes in Nord- und Lateinamerika erzielt. Santos ist bei Bayer der Nachfolger von Liam Condon, der die Firma Ende 2021 verließ.
Rodrigo Santos ist verheiratet und hat drei Kinder.